# Griseargiolestes bucki
Griseargiolestes bucki là loài chuồn chuồn trong họ Argiolestidae. Loài này được Theischinger miêu tả khoa học đầu tiên năm 1998.

## Hình ảnh

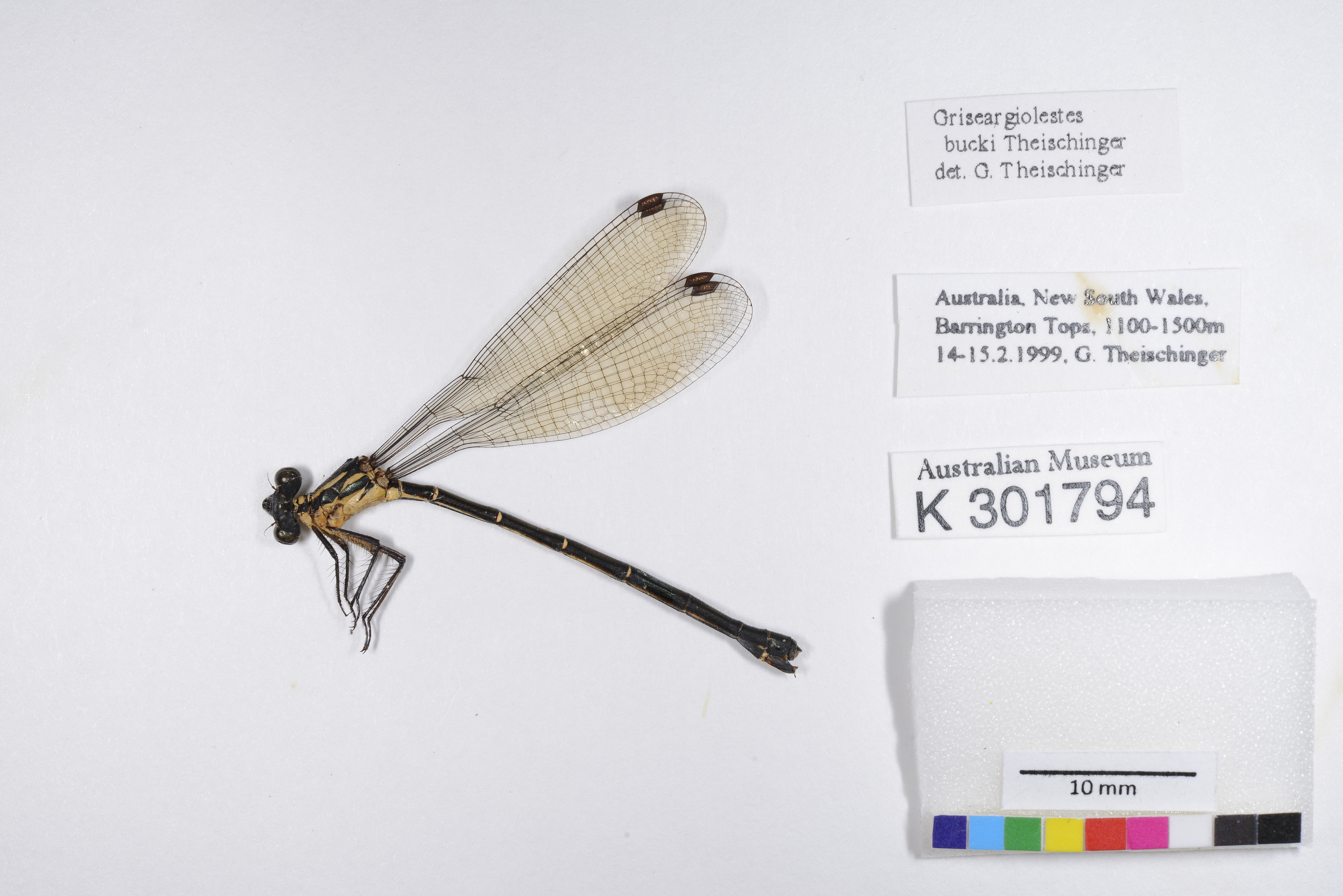